# Sin Da-woon
Sin Da-woon (in hangŭl: 신다운; Seul, 5 marzo 1993) è un pattinatore di short track sudcoreano. Ha rappresentato la Corea del Sud ai Giochi olimpici di Soči 2014.

## Palmarès
- Mondiali

Shanghai 2012: bronzo nei 1000 m; bronzo nei 3000 m; bronzo nella staffetta 5000 m;
Debrecen 2013: oro in classifica generale; oro nei 1000 m; oro nei 1500 m; argento nei 3000 m;
Montréal 2014: argento nella staffetta 5000 m;
Rotterdam 2017: oro nei 1.500;